# Matela (Vimioso)
Matela es una freguesia portuguesa del municipio de Vimioso, con 45,81 km² de superficie y 338 habitantes (2001). Su densidad de población es de 7,4 hab/km².